# بيتا أزرق الرأس
بيتا أزرق الرأس (الاسم العلمي: Hydrornis baudii) (بالإنجليزية: Blue-headed Pitta)‏ هي نوع من الطيور تتبع جنس البيتا المخطط من فصيلة طيور البيتا.